# Lista de terrae em Vênus
Essa é lista de terrae em Vênus. Terrae são grandes massas de terra. De acordo com as regras de nomenclatura planetária da União Astronômica Internacional, terrae são nomeados a partir de deusas do amor.
Há apenas três terrae nomeados em Vênus:
| Nome            | Latitude | Longitude | Diâmetro    | Referência |
| --------------- | -------- | --------- | ----------- | ---------- |
| Aphrodite Terra | 5.8 S    | 104.8 L   | 10 000,0 km | [ 1 ]      |
| Ishtar Terra    | 70.4 N   | 27.5 L    | 5 610,0 km  | [ 2 ]      |
| Lada Terra      | -62.5 S  | 20.0 L    | 8 615,0 km  | [ 3 ]      |

- Aphrodite Terra é nomeada a partir da deusa grega do amor, equivalente a Vênus na mitologia romana. Está localizada no hemisfério sul, logo abaixo do equador.

- Ishtar Terra é nomeada a partir da deusa babilônica do amor. Está localizada no hemisfério norte. Sua principal característica é o ponto mais alto de Vênus, Maxwell Montes.

- Lada Terra é nomeada a partir da deusa eslava do amor. Está localizada na desconhecida área polar do sul.